# 克恩滕大街

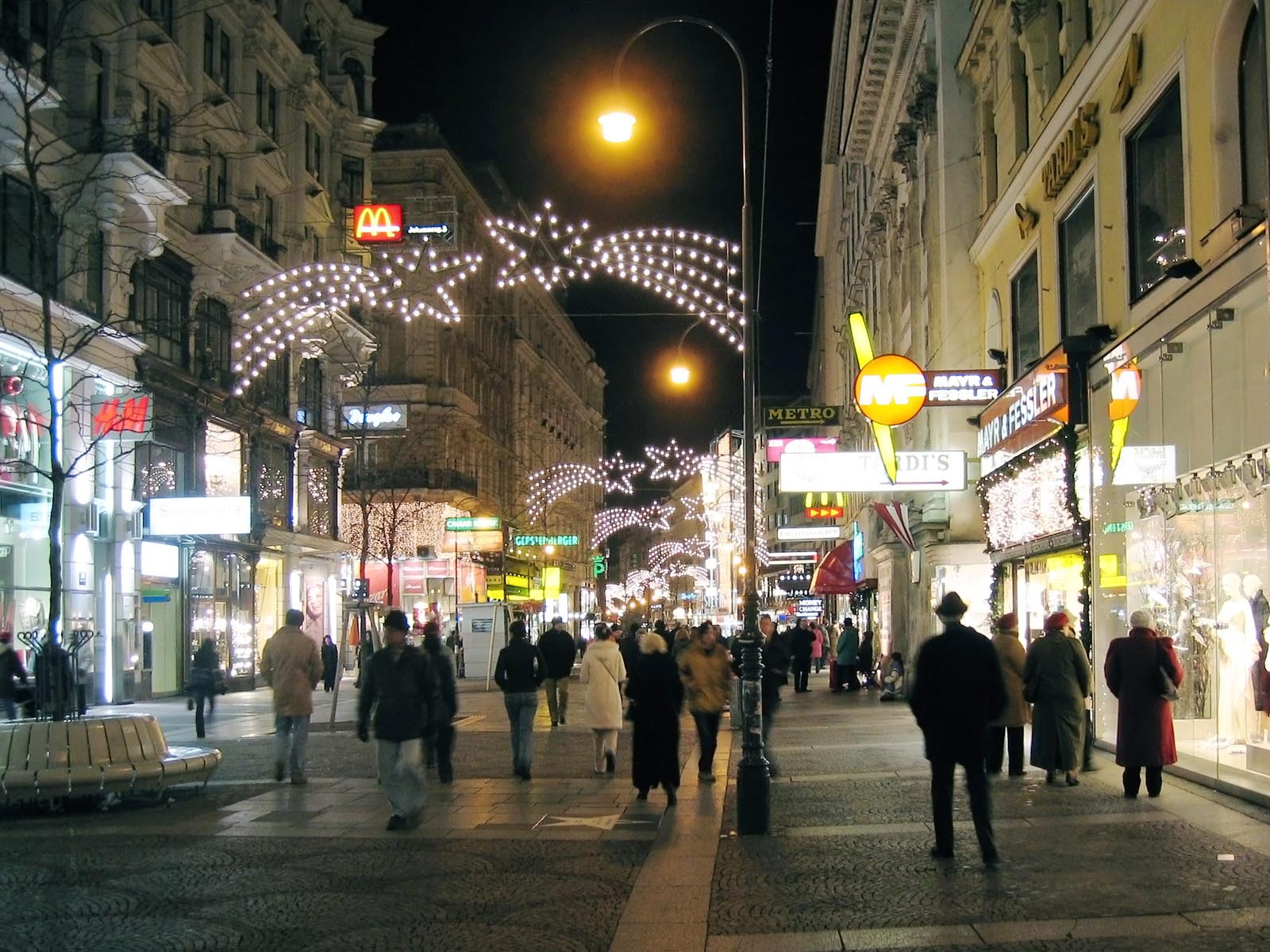
冬季夜晚的克恩滕大街

克恩滕大街（中文又译为卡特纳大道，德语：Kärntner Straße，以奥地利的克恩滕州命名）是奥地利首都维也纳中心区的一条著名购物街 ，北起斯蒂芬广场，南经戒指路口的维也纳国家歌剧院到卡尔广场。这条街最初见于记载是在1257年，因为这是通往南方的克恩滕的重要商路 .